# Кріс Еванс (хокеїст)
Крістофер Брюс Еванс (англ. Christopher Bruce "Big Indian" Evans, 14 вересня 1946, Торонто — 9 травня 2000) — канадський хокеїст, що грав на позиції захисника.

## Ігрова кар'єра
Професійну хокейну кар'єру розпочав 1968 року.
Протягом професійної клубної ігрової кар'єри, що тривала 14 років, захищав кольори команд «Торонто Мейпл-Ліфс», «Баффало Сейбрс», «Сент-Луїс Блюз», «Детройт Ред-Вінгс», «Канзас-Сіті Скаутс», «Калгарі Ковбойс», «Бірмінгем Буллз» та «Квебек Нордікс».
Усього провів 241 матч у НХЛ, включаючи 12 ігор плей-оф Кубка Стенлі.